# Distrito de Tabalosos
El distrito de Tabalosos es uno de los once que conforman la provincia de Lamas, ubicada en el departamento de San Martín en el Norte del Perú.
Desde el punto de vista jerárquico de la Iglesia católica forma parte de la  Prelatura de Moyobamba, sufragánea de la Metropolitana de Trujillo y  encomendada por la Santa Sede a la Archidiócesis de Toledo en España.

## Geografía
La capital se encuentra situada a 560 m. s. n. m., mientras que el distrito tiene una variación de altitud entre los 450 y los 1200 m. s. n. m. Está ubicado en la margen derecha del río Mayo tributario del río Huallaga,  el más importante del departamento de San Martín.

## Autoridades

### Municipales
- 2019 - 2022[3]
  - Alcalde: Hamilton Jhonny Chávez Santillán, de Fuerza Comunal.[4]
  - Regidores:

- 1. Julián Rodney Chuquizuta Pérez (Fuerza Comunal)
  2. Wini Karol Domínguez Reátegui (Fuerza Comunal)
  3. Olinda Julca Quezada (Fuerza Comunal)[4]
  4. Emer Reátegui Aspajo (Alianza para el Progreso)
  5. Margarita Bricith Lozano Fasabi (Alianza para el Progreso)[4]